# 날붕장어
날붕장어(학명: Echelus uropterus)는 바다뱀과에 속하는 바닷물고기로, 한국과 일본 근해에 서식한다. 몸길이는 수컷이 60cm 안팎까지 이를 수 있다.